# Tracy-sur-Loire
Tracy-sur-Loire ist eine französische Gemeinde mit 993 Einwohnern (Stand: 1. Januar 2022) im Département Nièvre in der Region Bourgogne-Franche-Comté. Die Gemeinde gehört zum Arrondissement Cosne-Cours-sur-Loire und zum Kanton Pouilly-sur-Loire. Die Bewohner werden Tracéens und Tracéennes genannt.
Die Gemeinde erhielt 2022 die Auszeichnung „Eine Blume“, die vom Conseil national des villes et villages fleuris (CNVVF) im Rahmen des jährlichen Wettbewerbs der blumengeschmückten Städte und Dörfer verliehen wird.

## Geografie
Tracy-sur-Loire liegt etwa 50 Kilometer nordnordwestlich von Nevers im Weinbaugebiet Pouilly-Fumé. Umgeben wird Tracy-sur-Loire von den Nachbargemeinden Cosne-Cours-sur-Loire im Norden, Saint-Martin-sur-Nohain im Nordosten, Saint-Andelain im Osten und Südosten, Pouilly-sur-Loire und Couargues im Süden, Thauvenay im Südwesten, Ménétréol-sous-Sancerre im Westen, Saint-Satur im Westen und Nordwesten sowie Bannay im Nordwesten.
Auf dem Gemeindegebiet liegt seit 1861 der Bahnhof Tracy-Sancerre an der Bahnstrecke Moret-Veneux-les-Sablons–Lyon-Perrache, welcher von Zügen des TER Bourgogne-Franche-Comté der Verbindung Cosne-sur-Loire–Nevers bedient wird.

## Bevölkerungsentwicklung
| Jahr                       | 1962 | 1968 | 1975 | 1982 | 1990 | 1999 | 2006 | 2017 |
| Einwohner                  | 683  | 702  | 736  | 869  | 980  | 936  | 960  | 970  |
| Quellen: Cassini und INSEE |      |      |      |      |      |      |      |      |

## Sehenswürdigkeiten
- Kirche Saint-Symphorien
- Schloss Tracy aus dem 15. Jahrhundert, seit 1967 in Teilen als Monument historique eingeschrieben, seit 2007 in weiteren Teilen

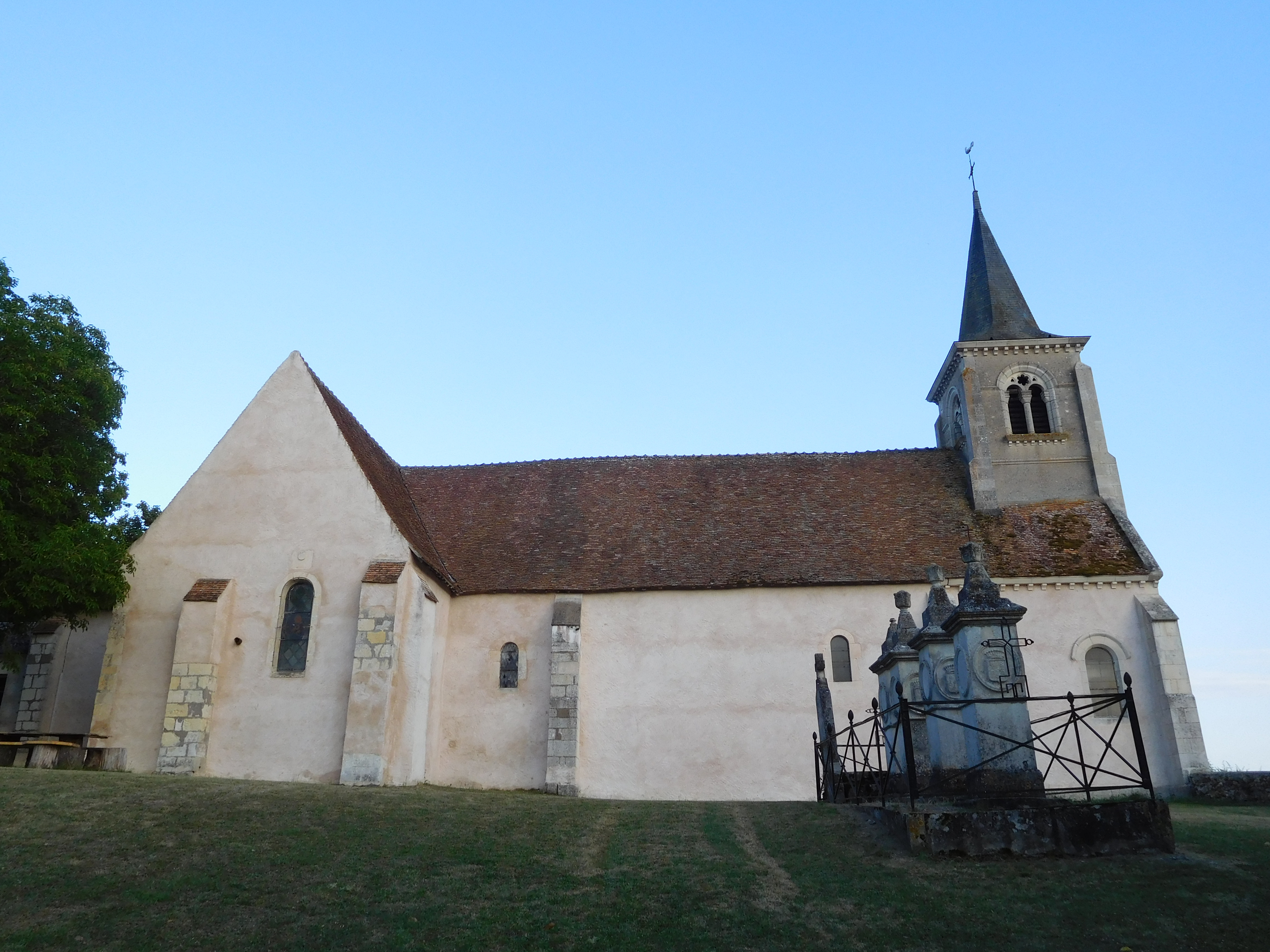
Kirche Saint-Symphorien
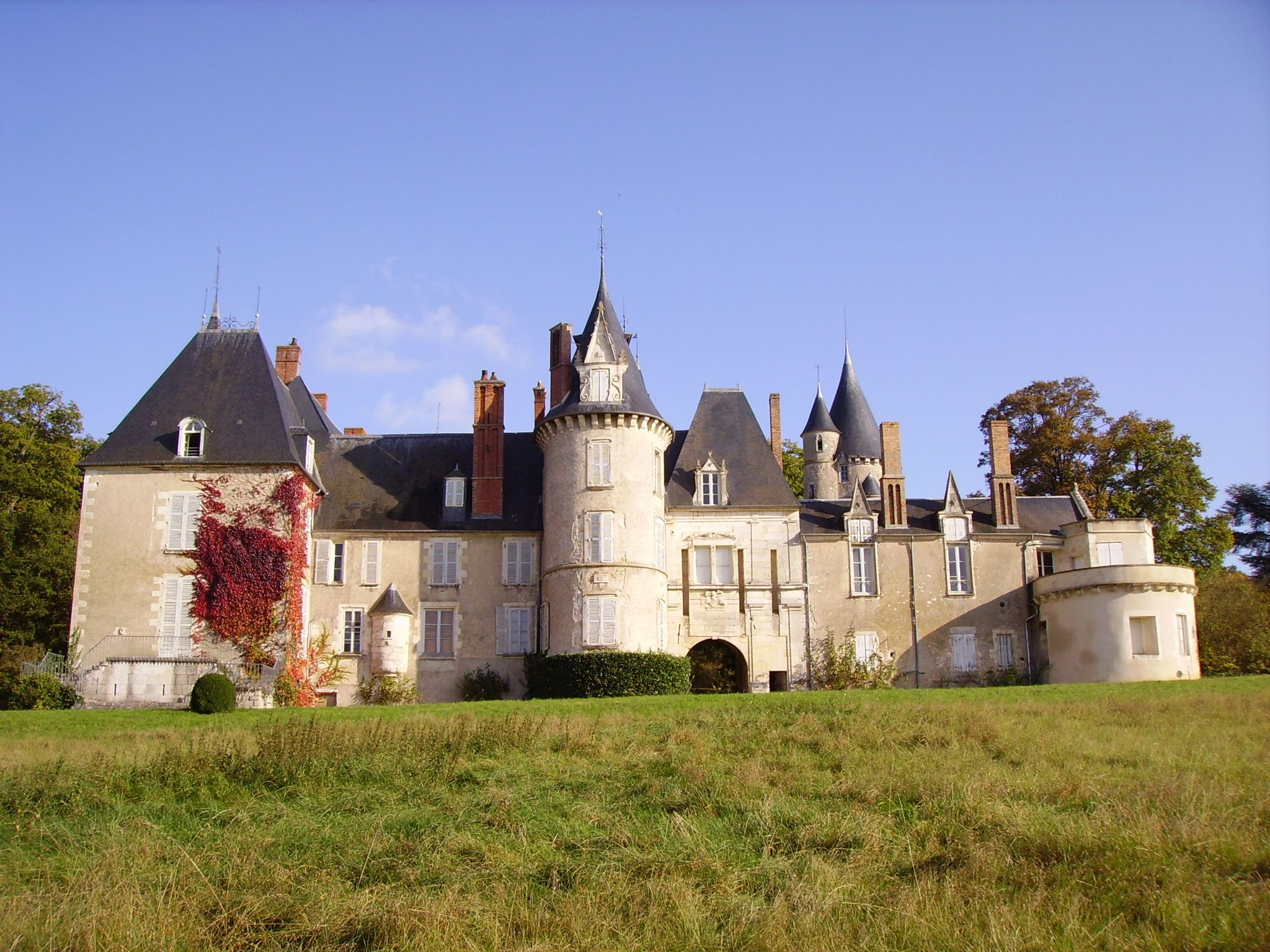
Schloss Tracy

## Persönlichkeiten
- Georges Simenon (1903–1989), belgischer Schriftsteller, war in den 1920er Jahren als Privatsekretär beim Marquis Raymond de Tracy angestellt, hielt sich in dieser Zeit u. a. im Schloss Tracy auf
- Jeanne de Tramcourt (1875–1952), französische Schauspielerin, Lebensgefährtin von Wilhelm von Schweden